# Mario Girona
Mario Girona Fernández (Manzanillo, provincia de Granma, Cuba 13 de enero de 1924-La Habana26 de agosto de 2008) fue un prestigioso arquitecto cubano reconocido con el Premio Nacional de Arquitectura de 1996.

## Biografía

### Formación
Nace en Manzanillo, el 13 de enero de 1924. En la década de 1940 inicia sus estudios en la Escuela Superior de Oficios de La Habana “Fernando Aguado y Rico”. Posteriormente, en 1945, ingresa en la facultad de Arquitectura de la Universidad de La Habana, y es graduado en 1953.

### Primeras obras
Su vida profesional se inicia en 1953, bajo el mando del arquitecto Aquiles Capablanca, trabajando principalmente en viviendas. Posteriormente establece su propia oficina en El Vedado. En esta etapa destaca su colaboración en el edificio que posteriormente sería del Ministerio del Interior pero sobre todo, el proyecto del Hotel Capri, que fue inaugurado en 1957, con financiación estadounidense.

### Tras la revolución

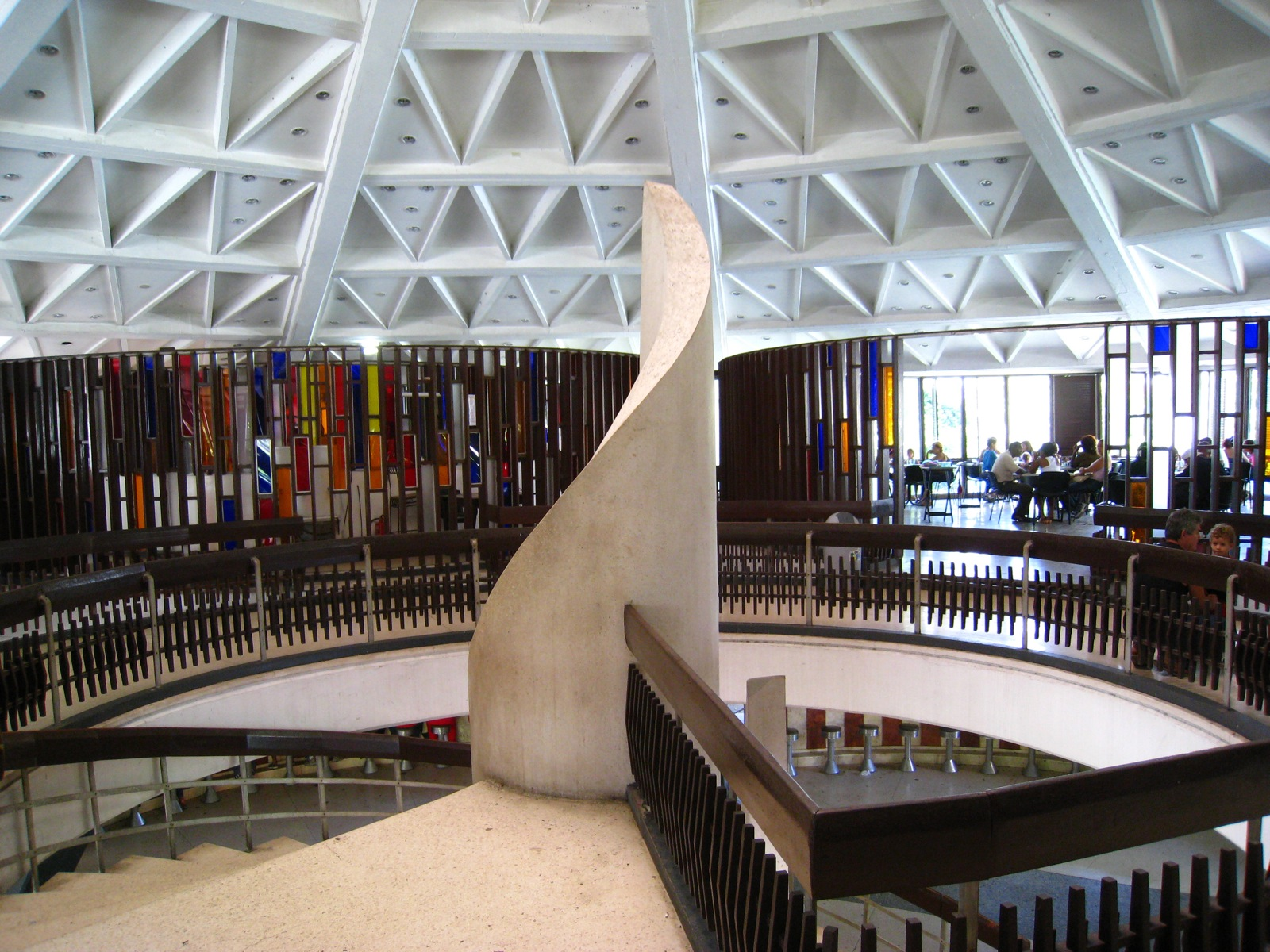
Interior de la heladería Coppelia

En la década de los sesenta es nombrado para llevar a cabo el proyecto del Puerto Pesquero de La Habana, la heladería Coppelia de La Habana y la de Varadero. Participó en la Exposición Universal de 1967 en Montreal, con el diseño de una boutique-heladería. A finales de la década realiza el proyecto de Comunidad Campesina "Las terrazas".
Posteriormente, en las décadas de los setenta y ochenta, su afinidad con el régimen, le sitúa al mando de ambiciosos proyectos turísticos, trabajando en edificios recreacionales y hoteles por toda la isla. Es encargado para la rehabilitación de la casa de nacimiento de Fidel Castro en Birán.
En la década de los ochenta trabajará en otros países bajo influencia del bloque soviético como Angola, Granada o Yemen del Sur. En los noventa, trabajará en la remodelación del Aeropuerto Internacional José Martí.